# Castanotherium obscurum
Castanotherium obscurum är en mångfotingart som beskrevs av Chamberlin 1921. Castanotherium obscurum ingår i släktet Castanotherium och familjen Zephroniidae. Inga underarter finns listade i Catalogue of Life.